# Olympische Sommerspiele 2000/Teilnehmer (Uruguay)
| Gelbes Symbol für Goldmedaillen mit stilisierten Olympischen Ringen | Graues Symbol für Silbermedaillen mit stilisierten Olympischen Ringen | Braundes Symbol für Bronzemedaillen mit stilisierten Olympischen Ringen |
| ------------------------------------------------------------------- | --------------------------------------------------------------------- | ----------------------------------------------------------------------- |
| —                                                                   | 1                                                                     | —                                                                       |

Uruguay nahm an den Olympischen Sommerspielen 2000 in Sydney, Australien, mit einer Delegation von 15 Sportlern (zwölf Männer und drei Frauen) teil.

## Fahnenträger
Die Leichtathletin Mónica Falcioni trug die Flagge Uruguays während der Eröffnungsfeier im Stadium Australia.

## Medaillengewinner

### Silber
| Name           | Sportart | Wettkampf    |
| -------------- | -------- | ------------ |
| Milton Wynants | Radsport | Punktefahren |

## Teilnehmer nach Sportarten

### Judo
- Alvaro Paseyro
Halbmittelgewicht: 5. Platz

### Leichtathletik
- Heber Viera
100 Meter: Vorläufe
200 Meter: Viertelfinale

- Néstor García
Marathon: 46. Platz

- Deborah Gyurcsek
Frauen, Stabhochsprung: 21. Platz in der Qualifikation

- Mónica Falcioni
Frauen, Weitsprung: 33. Platz

### Radsport
- Gregorio Bare
Straßenrennen: Rennen nicht beendet

- Milton Wynants
Punktefahren: Silber

### Reiten
- Jorge Fernández
Vielseitigkeit, Einzel: ausgeschieden

- Henry Gramajo
Vielseitigkeit, Einzel: ausgeschieden

### Schießen
- Luis Méndez
Luftpistole: 41. Platz

### Schwimmen
- Paul Kutscher
50 Meter Freistil: 48. Platz
100 Meter Freistil: 46. Platz

- Diego Gallo
100 Meter Rücken: 41. Platz

- Francisco Picasso
200 Meter Lagen: 52. Platz

- Serrana Fernández
Frauen, 100 Meter Rücken: 38. Platz

### Segeln
- Adolfo Carrau
Finn-Dinghy: 30. Platz